# Municipio de Masonboro
El municipio de Masonboro (en inglés: Masonboro Township) es un municipio ubicado en el  condado de New Hanover en el estado estadounidense de Carolina del Norte. En el año 2010 tenía una población de 14.773 habitantes.

## Geografía
El municipio de Masonboro se encuentra ubicado en las coordenadas 34°8′19.29″N 77°50′22.64″O / 34.1386917, -77.8396222.